# Air Combat Command
Air Combat Command (ACC), Luftstridskommandot, är sedan 1992 ett huvudkommando inom USA:s flygvapen. Större del av flygvapnets taktiska stridsflyg är organiserat under ACC, med undantag för de förband som sorterar under U.S. Air Forces in Europe (USAFE) och U.S. Pacific Air Forces (PACAF).
Högkvarteret ligger vid Langley Air Force Base i Virginia. 

## Bakgrund
Air Combat Command bildades 1992 och dess ingående förband hade tidigare tillhört Military Airlift Command, Tactical Air Command samt Strategic Air Command.
Från 1992 ingick flygvapnets strategiska robotstyrkor i ACC och de fördes 1993 över till Air Force Space Command. Strategiska bombflyget fördes 2008 från ACC över till det nystartade Air Force Global Strike Command. ACC var flygvapenkomponenten till U.S. Joint Forces Command mellan 1999 och 2011.

## Ingående förband och enheter

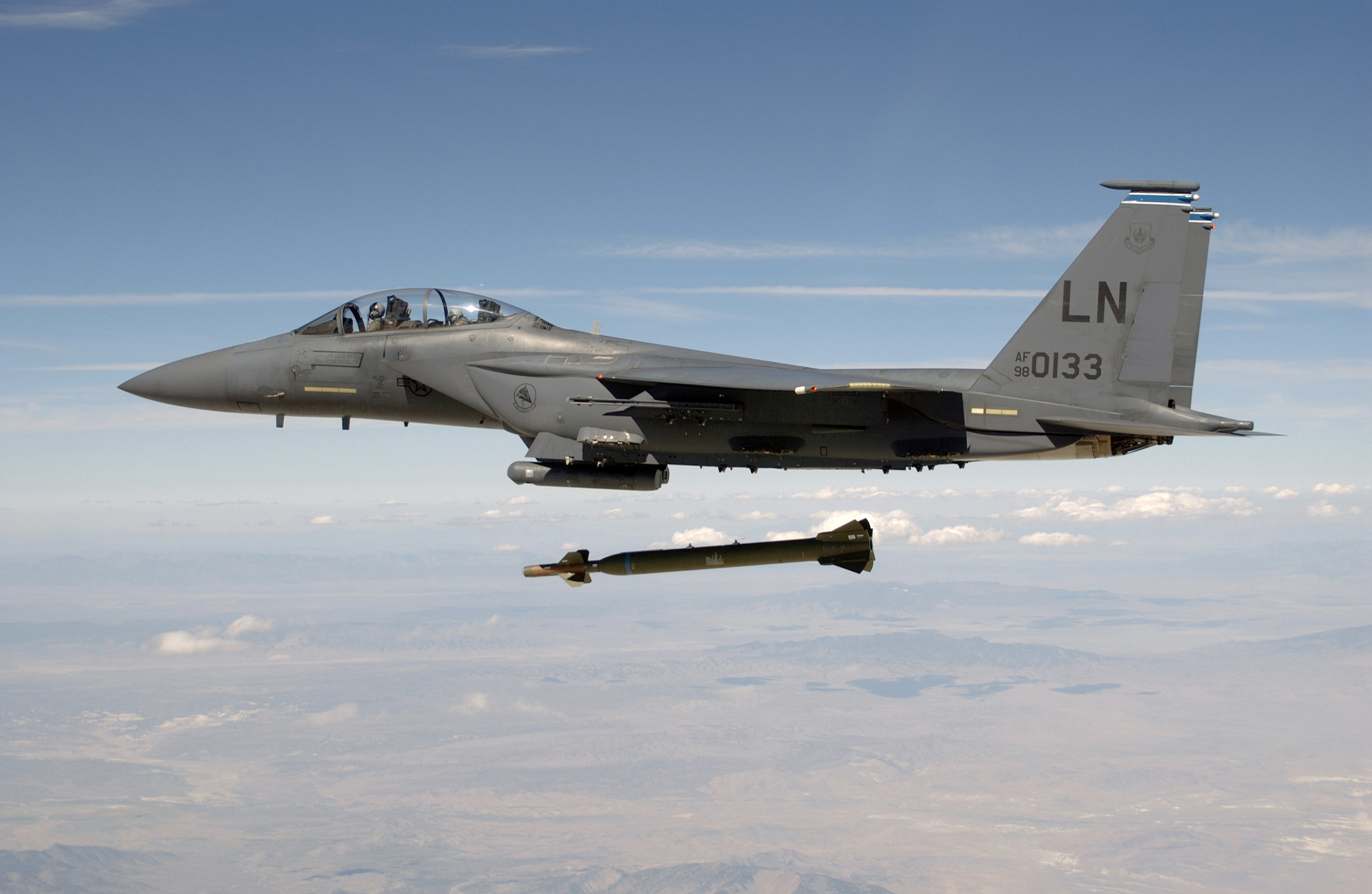
En F-15E Strike Eagle från USAFE släpper en GBU-28 på testområde i Utah.

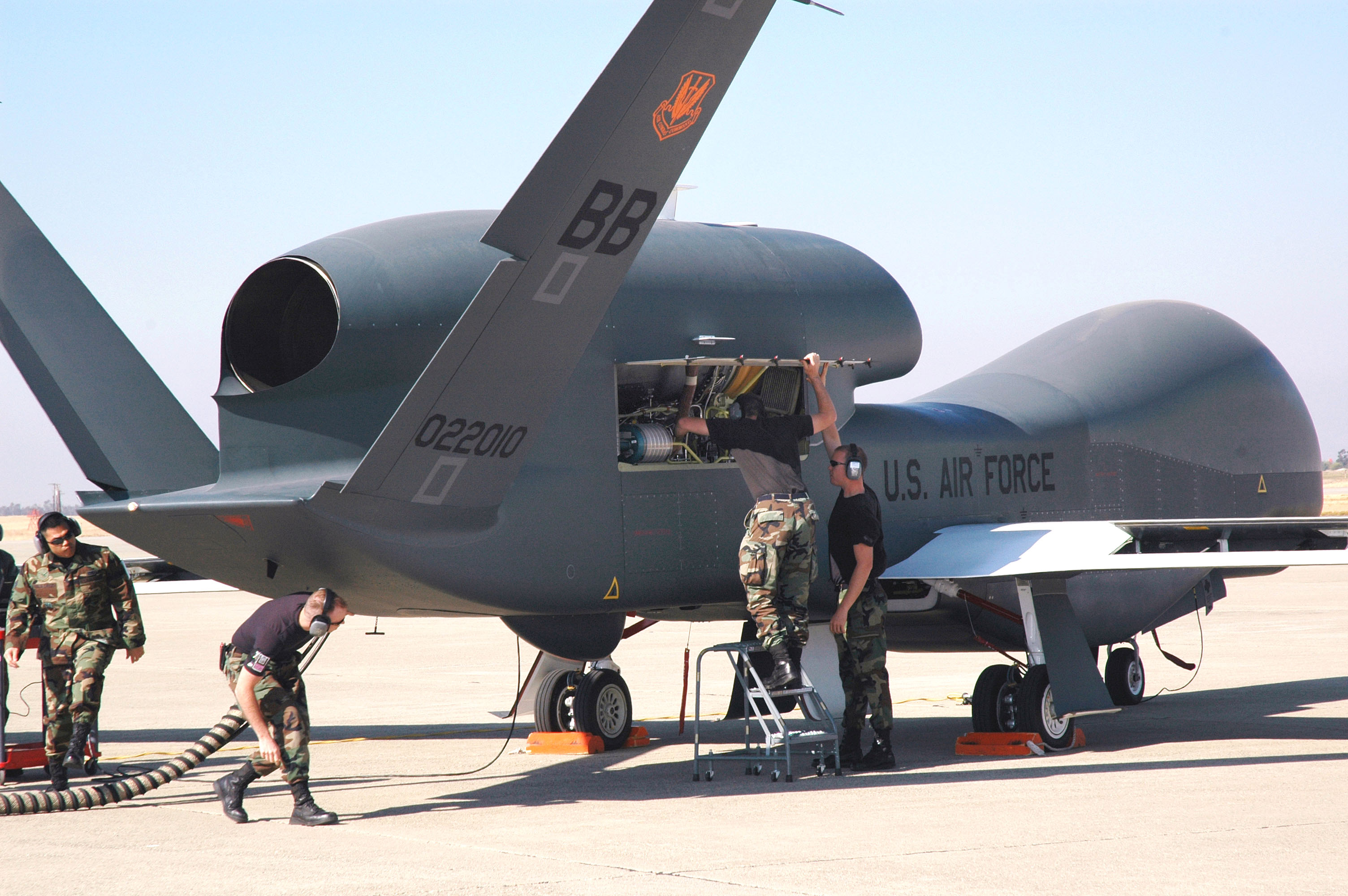
Drönare av typ RQ-4 Global Hawk vid Beale Air Force Base i Kalifornien.

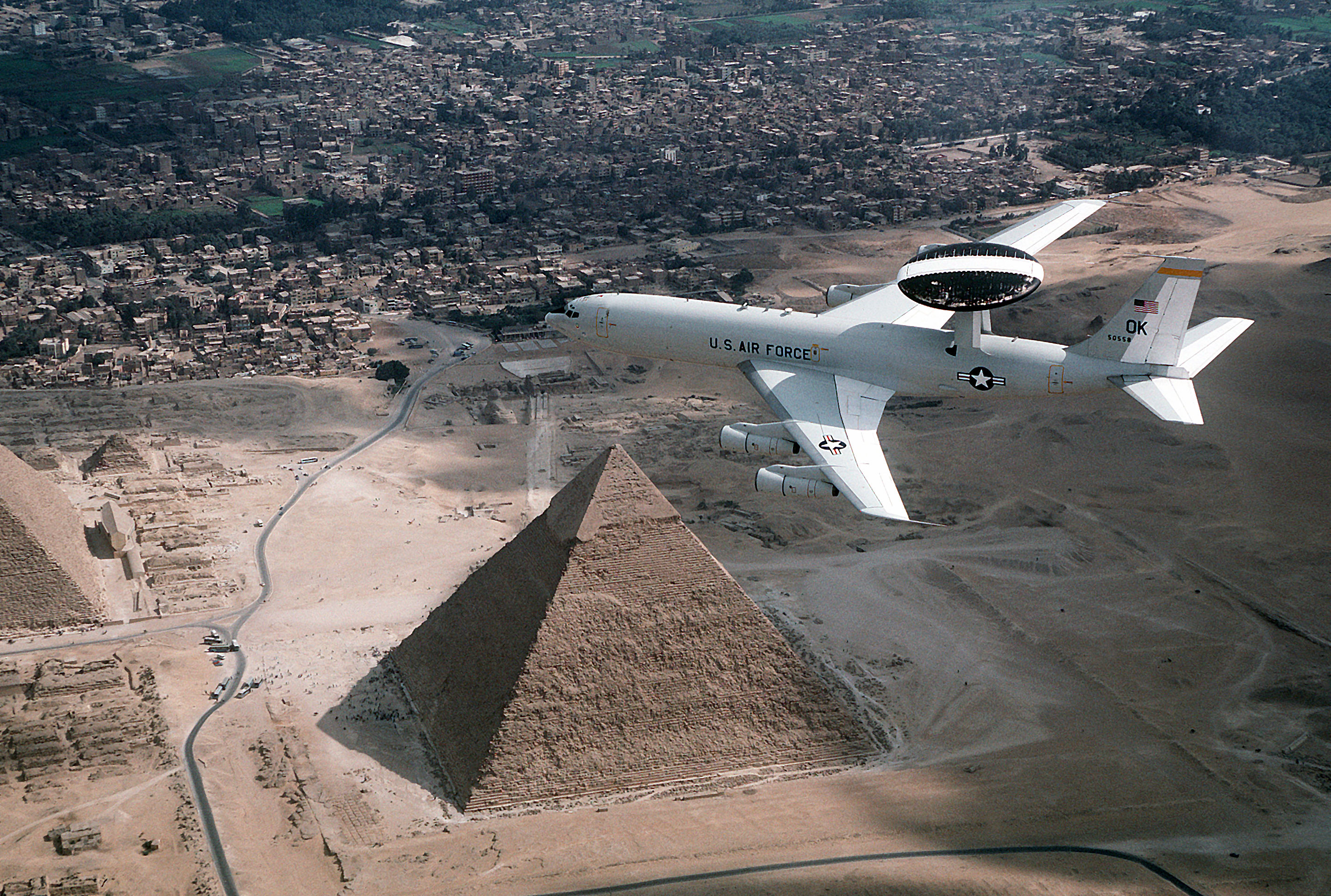
En E-3 Sentry AWACS flyger över pyramiderna i Giza, Egypten.

### Numrerarde flygvapen

#### First Air Force
| Heraldisk sköld | Namn                                | Förkortning  | Basering                             | Funktion | Not   |
|                 | First Air Force Air Forces Northern | 1 AF AFNORTH | Tyndall Air Force Base, Florida      | Luftförsvarskomponent till United States Northern Command och North American Aerospace Defense Command. Består huvudsakligen av enheter ur flygnationalgardet. | [ 2 ] |
|                 | Eastern Air Defense Sector          | EADS         | Rome, New York                       | Luftförsvar i den östra delen av kontinentala USA |       |
|                 | Western Air Defense Sector          | WADS         | Joint Base Lewis–McChord, Washington | Luftförsvar i den västra delen av kontinentala USA |       |

#### Ninth Air Force
| Heraldisk sköld | Namn                               | Förkortning   | Basering                                  | Funktion | Not |
|                 | Ninth Air Force Air Forces Central | 9 AF USAFCENT | Shaw Air Force Base, South Carolina       | Flygvapenkomponent till U.S. Central Command                                                                      |     |
|                 | 379th Air Expeditionary Wing       | 379th AW      | Al Udeid Air Base, Qatar                  | B-1 Lancer C-130 Hercules C-17 Globemaster III E-6 Mercury E-8 Joint STARS KC-135 Stratotanker RC-135 Rivet Joint |     |
|                 | 380th Air Expeditionary Wing       | 380th AW      | Al Dhafra Air Base, Förenade Arabemiraten | E-3 Sentry KC-10 Extender RQ-4 Global Hawk U-2 Dragon Lady                                                        |     |
|                 | 386th Air Expeditionary Wing       | 386th AW      | Ali Al Salem Air Base, Kuwait             | C-130 Hercules |     |

#### Twelfth Air Force
| Heraldisk sköld | Namn                                  | Förkortning   | Basering                              | Funktion                                      | Not   |
|                 | Twelfth Air Force Air Forces Southern | 12 AF AFSOUTH | Davis-Monthan Air Force Base, Arizona | Flygvapenkomponent till U.S. Southern Command | [ 3 ] |

#### Fifteenth Air Force
| Heraldisk sköld | Namn                   | Förkortning | Basering                                       | Funktion                                                    | Not   |
|                 | Fifteenth Air Force    | 15 AF       | Shaw Air Force Base, South Carolina            | Återaktiverades 20 augusti 2020                             | [ 4 ] |
|                 | 1st Fighter Wing       | 1 FW        | Langley Air Force Base, Virginia               | F-22 Raptor                                                 |       |
|                 | 4th Fighter Wing       | 4 FW        | Seymour Johnson Air Force Base, North Carolina | F-15E Strike Eagle                                          |       |
|                 | 20th Fighter Wing      | 20 FW       | Shaw Air Force Base, South Carolina            | F-16 Fighting Falcon                                        |       |
|                 | 23rd Wing              | 23 WG       | Moody Air Force Base, Georgia                  | A-10 Thunderbolt II HC-130 HH-60 Pave Hawk                  |       |
|                 | 325th Fighter Wing     | 325 FW      | Tyndall Air Force Base, Florida                | F-22 Raptor                                                 |       |
|                 | 355th Wing             | 355 WG      | Davis–Monthan Air Force Base, Arizona          | A-10 Thunderbolt II HC-130J Combat King II HH-60G Pave Hawk |       |
|                 | 366th Fighter Wing     | 366 FW      | Mountain Home Air Force Base, Idaho            | F-15E Strike Eagle                                          |       |
|                 | 388th Fighter Wing     | 388 FW      | Hill Air Force Base, Utah                      | F-35A Lightning II                                          |       |
|                 | 432nd Wing             | 432 WG      | Creech Air Force Base, Nevada                  | MQ-9 Reaper RQ-170 Sentinel                                 |       |
|                 | 461st Air Control Wing | 461 ACW     | Robins Air Force Base, Georgia                 | E-8 Joint STARS                                             |       |
|                 | 495th Fighter Group    | 495 FG      | Shaw Air Force Base, South Carolina            | F-15 Eagle F-16 Fighting Falcon F-35A Lightning II          |       |

#### Sixteenth Air Force
| Heraldisk sköld | Namn                                                    | Förkortning | Basering                                 | Funktion                                                                      | Not   |
|                 | Sixteenth Air Force Air Forces Cyber                    | 16 AF       | Joint Base San Antonio, Texas            | Informations- och cyberkrigföring. Flygvapenkomponent till U.S. Cyber Command | [ 5 ] |
|                 | 9th Reconnaissance Wing                                 | 9 RW        | Beale Air Force Base, Kalifornien        | RQ-4 Global Hawk, RQ-180, U-2                                                 |       |
|                 | 55th Wing                                               | 55 W        | Offutt Air Force Base, Nebraska          | RC-135                                                                        |       |
|                 | 67th Cyberspace Wing                                    | 67 CW       | Joint Base San Antonio-Lackland, Texas   | Cyberkrigföring                                                               |       |
|                 | 70th Intelligence, Surveillance and Reconnaissance Wing | 70 ISR Wing | Fort George G. Meade, Maryland           | Kryptografi                                                                   |       |
|                 | 319th Reconnaissance Wing                               | 319 RW      | Grand Forks Air Force Base, North Dakota | RQ-4 Global Hawk                                                              |       |
|                 | 557th Weather Wing                                      | 557 WW      | Offutt Air Force Base, Nebraska          | Meteorologi                                                                   |       |

### Andra enheter
| Heraldisk sköld | Namn                                   | Förkortning | Basering                       | Funktion                                                                                         | Not   |
|                 | Air Force Spectrum Management Office   | AFSMO       | Fort George G. Meade, Maryland | Expertinstans i frågor som berör elektromagnetiskt spektrum                                      |       |
|                 | Cyberspace Capabilities Center         | CCCC        | Scott Air Force Base, Illinois | Tränings- och utvecklingscenter för cyberkrigföring                                              |       |
|                 | United States Air Force Warfare Center | USAFWC      | Nellis Air Force Base, Nevada  | Tränings- och utvecklingscenter för luftstrid. Där ingår United States Air Force Weapons School. | [ 6 ] |